# Heraclia viettei
Heraclia viettei là một loài bướm đêm trong họ Noctuidae.